# Juan de Dios Morales
Juan de Dios Morales Ávila (Tenza, Boyacá, 19 de mayo de 1949) es un exciclista de ruta colombiano, ganador del Clásico RCN en 1973 y del Campeonato de Colombia en Ruta de 1978.
Morales, representó a Colombia en la prueba de ruta de los Juegos Olímpicos de Múnich 1972 ocupando la casilla 66.

## Palmarés[3]
1970
- 3º en la Vuelta de la Juventud

1971
- 3º en el Campeonato de Colombia en Ruta

1972
- 2º en el Clásico RCN, más una etapa

1973
- Vuelta a Antioquia, más una etapa
- Clásico RCN, más una etapa
- Dos etapas de la Vuelta a Colombia

1974
- 2º en la Vuelta al Táchira, más 3 etapas y la clasificación por puntos

1975
- Una etapa Vuelta a Cundinamarca
- Una etapa de la Carrera Transpeninsular
- Una etapa de la Vuelta a Colombia

1977
- Dos etapas de la Carrera Transpeninsular

1978
- Dos etapas de la Vuelta a Colombia
- Campeonato de Colombia en Ruta

1979
- Doble a Sasaima (Cundinamarca, Colombia)
- 2º en el Campeonato de Colombia en Ruta
- Una etapa de la Vuelta a Colombia

## Equipos
- Cundinamarca (1970 de 27-04 hasta 10-05)
- EDIS (1971)
- Singer (1972-1975)
- Manzana de Eva (1976)
- Alm. Miguel Samacá (1977)
- Lotería de Boyacá (1978)
- Pilsen Cervunión (1979)
- Pony Malta (1980)
- Valyin de Pereira (1981)